# Дом, где училась Елена Белевич
Дом, где училась Елена Белевич — памятник истории местного значения в Чернигове. Сейчас в здании размещается школа № 11.

## История
Решением исполкома Черниговского областного совета народных депутатов трудящихся от 31.05.1971 № 286 присвоен статус памятник истории местного значения с охранным № 58 под названием Дом, где училась Елена Белевич — юная партизанка-разведчица.
Приказом Департамента культуры и туризма, национальностей и религий Черниговской областной государственной администрации от 26.06.2019 № 245 для памятника истории используется название Дом школы, где училась участница антинацистского движения Елена Белевич. 
Здание имеет собственную «территорию памятника», расположено в «охранной зоне» (включает всю территорию школы № 11 — проспект Мира № 137), согласно правилам застройки и использования территории. На здании установлена информационная доска.

## Описание
Здание для школы № 10 было построено в 1939 году по типовому проекту. Каменный, двухэтажный, П-образный в плане дом. Фасад направлен на запад к проспекту Мира. 
В школе № 10 в период 1939-1941 годы училась Елена Иосифовна Белевич — участница партизанского движения в УССР времён Великой Отечественной войны — руководитель подпольной группы «Юные патриоты». Во время Великой Отечественной войны дом был разрушен. В 1946 году дом был отстроен. Позже было построено 3-этажной здание школы, которое примыкает к 2-этажному. 
В 1969 году на фасаде здания была открыта мраморная мемориальная доска Елене Белевич. В 2003 году была установлена новая мемориальная доска Елене Белевич — объект культурного наследия вновь выявленный. Сейчас на здании установлены две мемориальный доски: одна посвящена Елене Белевич, другая — подпольной молодёжной организации времён Великой Отечественной войны под руководством Елены Белевич, в состав которой входили ученики школы. 
Сейчас в здании размещается школа № 11 — её начальные классы.